# Hersz Berliński
Pour les articles homonymes, voir Berlinski.
Hersz Berliński, pseudonyme Herszek, Jeleń (né en 1908 à Łódź, mort le 27 septembre 1944 à Varsovie), membre du mouvement marxiste et sioniste Poale Zion, il participe au soulèvement du ghetto de Varsovie et à l'Insurrection de Varsovie.

## Biographie
Il naît à Łódź dans une famille ouvrière juive. Il fréquente le heder puis l'école primaire publique. En 1923, il adhère à Tsukunft, un mouvement de jeunesse du Bund. L’année suivante, il devient membre du mouvement de jeunesse de Poale Zion et commande la section locale. 
Après le début de la Seconde Guerre mondiale, il tente de se rendre à Varsovie. Il est arrêté et envoyé dans le camp de Rawa Mazowiecka et puis de Częstochowa, d’où il s’enfuit rapidement. Il traverse alors la zone d’occupation soviétique et arrive à Varsovie. À partir de 1940, il demeure dans le ghetto, où il est l'un des principaux militants de Poale Zion. Il est le secrétaire du comité du parti et le chef de la presse clandestine. Il milite également de manière active dans le Bloc antifasciste juif. Hersz Berliński gagne sa vie dans l'usine de Landau. Il est aussi le cofondateur de l’organisation clandestine Młodzież Borochowa (yiddish: Borochow Jugent).
Après la première grande action de déportation, il devient l'un des membres les plus actifs de l’Organisation juive de combat. Il est désigné comme représentant du parti à l’état-major, il est aussi le chef du département de planification. Il  participe à l’attaque d'une banque du ghetto, organisée en vue d’obtenir des fonds et se procurer des armes. Durant le soulèvement du ghetto, il commande l'un des groupes de combat de Gauche Poale Zion et combat dans le secteur de l’atelier de brossiers (pol. szop szczotkarzy) de la rue Świętojerska, puis au centre du ghetto. Le 10 mai 1943, il s'enfuit par les égouts et se retrouve dans la zone aryenne avec un groupe d’environ 30 combattants. À partir de ce moment-là, il prend part à la guérilla dans les forêts de Wyszków. En restant à la zone aryenne, il écrit ses mémoires en yiddish et les intitule Trois. Pola Elster, Hersz Berliński, Eliahu Erlich (yiddish: Draj. Pola Elster, Hersz Berliński, Eliahu Erlich). Le livre est publié dans la langue originale en 1966 et en hébraïque sous le titre Mémoires (Zichronot).
Pendant l'insurrection de Varsovie, il rejoint l'OJC. Il meurt au combat dans le quartier Żoliborz. 
Le 19 avril 1945, il est décoré de la Virtuti Militari à titre posthume, et le 29 avril, il est inhumé dans une allée principale du cimetière juif de la rue Okopowa à Varsovie (tombe no 39),.